# Sphodromantis congica
Sphodromantis congica är en bönsyrseart som beskrevs av Max Beier 1931. Sphodromantis congica ingår i släktet Sphodromantis och familjen Mantidae. Inga underarter finns listade i Catalogue of Life.